# 兵庫県道725号門前鵤線
兵庫県道725号門前鵤線（ひょうごけんどう725ごう もんぜんいかるがせん）は、たつの市から揖保郡太子町に至る一般県道である。

## 概要
たつの市揖保町門前から揖保郡太子町鵤に至る。
太子竜野バイパスの無料開放に伴い降格となった旧国道2号である。俗称は「2国」「旧2国」。

### 路線データ
- 起点：たつの市揖保町門前（門前交差点、国道2号交点）
- 終点：揖保郡太子町鵤（鵤交差点、国道179号交点、兵庫県道424号上太田鵤線終点）
- 総延長：約2.614 km

## 歴史
- 2000年（平成12年）3月 - 認定。

## 路線状況

### 道路施設

#### 橋梁
- 誉鳩橋（林田川、たつの市 - 揖保郡太子町）

## 地理

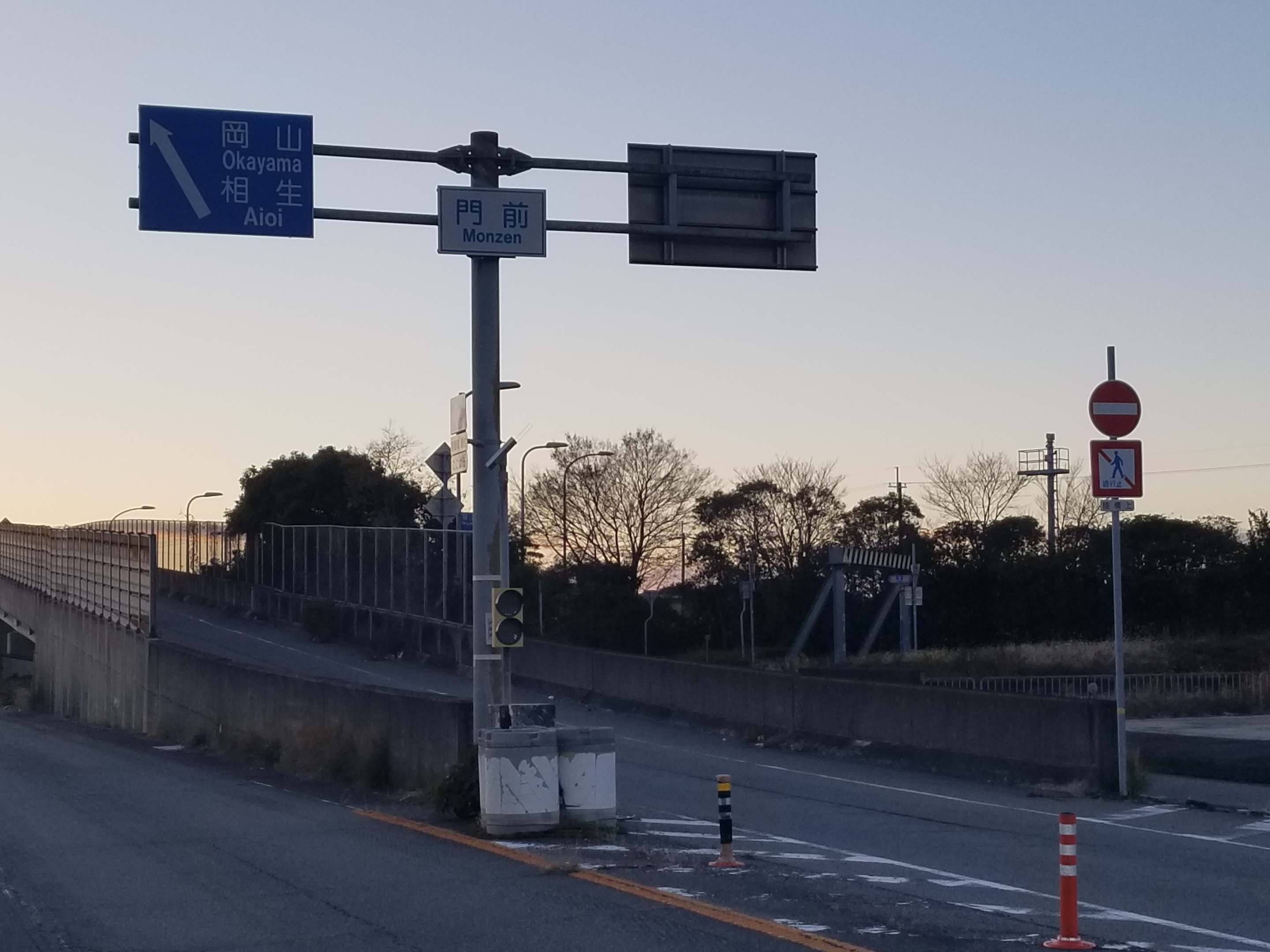
起点
門前交差点

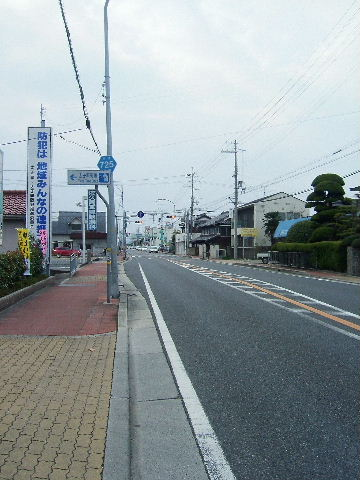
兵庫県道725号太子町役場付近

### 通過する自治体
- たつの市
- 揖保郡太子町

### 交差する道路
| 交差する道路                      | 市町村名 | 市町村名 | 交差する場所 | 交差する場所      |
| --------------------------------- | -------- | -------- | ------------ | ----------------- |
| 国道2号 / 太子竜野バイパス        | たつの市 | たつの市 | 揖保町門前   | 門前交差点 / 起点 |
| 兵庫県道437号東觜崎網干停車場線   | たつの市 | たつの市 | 誉田町下沖   | 松原口交差点      |
| 国道179号 兵庫県道424号上太田鵤線 | 揖保郡   | 太子町   | 鵤           | 鵤交差点 / 終点   |

### 沿線
- 太子町役場
- 東芝太子工場